# Oxydia falcaturata
Oxydia falcaturata là một loài bướm đêm trong họ Geometridae.